# Teratophora sinica
Teratophora sinica är en tvåvingeart som beskrevs av Yang och Wang 1995. Teratophora sinica ingår i släktet Teratophora och familjen puckelflugor.
Artens utbredningsområde är Zhejiang (Kina). Inga underarter finns listade i Catalogue of Life.